# Čitluk, Bosnia și Herțegovina
Čitluk (chirilic: Читлук  listen (ajutor·info); latină Aequum) este un oraș și municipalitate din Cantonul Herțegovina-Neretva din Federația Bosniei și Herțegovinei, o entitate din Bosnia și Herțegovina.

## Prezentare generală
Municipalitatea include satul Međugorje unde au fost semnalate Apariții ale Fecioarei Maria.
Alte locuri din apropiere sunt Služanj, Potpolje, Blatnica, Čerin, Hamzići și Gornji Veliki Ograđenik. Solul bogat din această zonă este utilizat pentru cultivarea strugurilor de producători de vin. Multe soiuri cultivate în Brotnjo sunt populare în întreaga lume (de exemplu, Blatina).

## Legături externe
- Municipality of Čitluk-official website